# 藤原朝隆
藤原 朝隆（ふじわら の ともたか）は、平安時代後期の公卿。藤原北家勧修寺流、参議・藤原為房の六男。官位は正三位・権中納言。冷泉中納言と号す。

## 経歴
白河院政期中期の天永元年（1110年）文章生に補せられると、修理亮・六位蔵人・左近将監を経て、永久4年（1116年）に従五位下に叙爵する。白河院政期末にかけて、弾正少弼・刑部大輔等を歴任した。
鳥羽院政期に入ると、長承2年（1133年）左衛門権佐（検非違使佐）に任ぜられると、保延2年（1136年）五位蔵人、保延3年（1137年）右少弁と次々に要職に任ぜられ、三事兼帯の栄誉に浴した。また、鳥羽天皇皇后・藤原泰子の皇后宮大進も務めている。
その後、20年近くに亘って弁官を務め、久安元年（1145年）正四位下、久安6年（1150年）蔵人頭兼右大弁に叙任されるなど昇進を重ねた。鳥羽院政期末の仁平3年（1153年）参議に任ぜられ公卿に列す。議政官として引き続き右大弁を兼帯したが、保元元年（1156年）従三位・権中納言に叙任されて、弁官を去っている。保元2年（1157年）に正三位に至る。
保元3年（1158年）致仕し、翌平治元年（1159年）10月3日薨去。享年63。最終官位は前権中納言正三位。

## 官歴
『公卿補任』による。
- 天永元年（1110年） 3月19日：文章生（字藤器）
- 天永4年（1113年） 正月28日：修理亮。2月3日：六位蔵人
- 永久3年（1115年） 正月29日：左近将監。4月2日：服解（父）
- 永久4年（1116年） 7月27日：従五位下
- 保安4年（1123年） 12月4日：弾正少弼
- 大治元年（1126年） 12月5日：刑部大輔
- 大治5年（1130年） 正月7日：従五位上。10月5日：勘解由次官
- 長承2年（1133年） 正月3日：左衛門権佐
- 長承3年（1134年） 3月19日：皇后宮大進（皇后・藤原泰子）
- 保延2年（1136年） 8月22日：五位蔵人[1]
- 保延3年（1137年） 10月6日：右少弁（三事兼帯）[2]
- 保延4年（1138年） 正月22日：播磨介
- 保延5年（1139年） 正月24日：信濃守、止蔵人権佐。7月28日：止大進（院号）。8月17日：内東宮昇殿
- 保延7年（1141年） 5月17日：除籍（依不勤最勝講堂童子也）。10月20日：還昇
- 永治元年（1141年） 12月2日：新帝昇殿、権右中弁
- 永治2年（1142年） 正月5日：従四位下（弁労）。11月14日：従四位上（大嘗会高陽院御給）
- 康治2年（1143年） 正月3日：還昇。正月27日：辞信濃守（以男朝方申任淡路守）
- 久安元年（1145年） 8月：造東大寺長官。11月21日：正四位下（高陽院御給）
- 久安3年（1147年） 正月28日：右中弁
- 久安4年（1148年） 10月15日：左中弁
- 久安6年（1150年） 正月29日：蔵人頭。4月28日：右大弁。6月22日：中宮亮（中宮・藤原呈子）
- 仁平元年（1151年） 3月：辞亮
- 仁平3年（1153年） 閏12月23日：参議、右大弁如元
- 久寿元年（1154年） 正月22日：兼備中権守
- 保元元年（1156年） 2月2日：従三位（去久安3年2月春日行幸行事賞、弁時）。9月13日：権中納言
- 保元2年（1157年） 8月21日：正三位（臨時、春日行幸行事賞、弁時）
- 保元3年（1158年） 2月21日：辞職（以男近江守朝方申任右少弁）
- 平治元年（1159年） 10月3日：薨去（前権中納言正三位）

## 系譜
- 父：藤原為房
- 母：法橋隆尊の娘
- 妻：藤原顕隆の娘
  - 長男：藤原朝方（1135-1201）
  - 男子：藤原朝親
- 生母不明の子女
  - 男子：藤原雅方
  - 男子：証朝
  - 男子：覚朝
  - 女子：藤原光頼室
  - 女子：美福門院女房 - 藤原光房室